# Nico Nico Douga
Nico Nico Douga (яп. ニコニコ動画, Ніко Ніко До:ґа) або Niconico — японський відеохостинг. Перегляд відеофайлів на сайті потребує реєстрації; перегляд заголовків, описів та пошук — ні. Глядачі можуть залишати коментарі до будь-якого моменту відео і маркувати відеофайл тегами, класифікуючи його вміст. Сайт надає користувачам різні додаткові сервіси [Архівовано 8 серпня 2020 у Wayback Machine.]. Автоматично складаються рейтинги популярності [Архівовано 22 червня 2013 у Wayback Machine.] відео різних жанрів.

## Історія
Перша версія Niconico використовувала YouTube як джерело відео. Коли сайт розрісся, серверна інфраструктура YouTube зазнала навантаження через збільшення трафіку та пропускної здатності, що призвело до прийняття рішення про блокування доступу з боку Niconico. В результаті Niconico припинила свою діяльність, але через два тижні сайт перезапустився з локальним відеосервером. 7 травня 2007 року «Ніконіко» оголосила про запуск версії сайту для мобільних телефонів. З 9 серпня 2007 року «Nico Nico Douga (RC) Mobile» обслуговує мобільні телефони NTT DoCoMo і au.